# Vittorio Gassman
Vittorio Gassman  KGC • OMRI , (Gênova, 1 de setembro de 1922 - Roma, 29 de junho de 2000), conhecido como Il Mattatore, foi um ator e diretor italiano muito popular.

## Biografia

### Infância
Gassmann nasceu em Gênova de um pai alemão, Heinrich Gassmann (um engenheiro de Karlsruhe), e uma mãe italkim, Luisa Ambron, nascida em Pisa. Ainda muito jovem, se mudou para Roma, onde estudou na Academia Nacional de Artes Dramáticas Silvio D'Amico, onde estudavam outras grandes figuras do cinema e teatro italianos, como Paolo Stoppa, Rina Morelli, Adolfo Celi, Luigi Squarzina, Elio Pandolfi, Rossella Falk, Lea Padovani e, depois, Paolo Panelli, Nino Manfredi, Tino Buzzarelli, Gianrico Tedeschi, Monica Vitti, Luca Ronconi e outros.

### Carreira
A estreia de Gassman foi em Milão, em 1942,com Alda Borelli na peça ''La Nemica'' de Niccodemi. Ele então se mudou para Roma e atuou no Teatro Eliseo junto de Tino Carraro e Ernesto Calindri num time que teve sucesso por um tempo; com eles atuou em diversas peças, desde comédias burguesas até teatros sofisticados e intelectuais. Em 1946, estreou no cinema em Preludio d'amore, e apenas um ano depois apareceu em cinco filmes. Em 1948 ele atuou em Riso amaro.
Com com a companhia teatral de Luchino Visconti Gassman amadurece e faz sucesso, juntamente com Stoppa, Rina Morelli e Paola Borboni. Gassman interpretou um vigoroso Kowalski em Um Bonde Chamado Desejo de Tennessee Williams. Em 1952, juntamente com Luigi Squarzina, fundou e dirigiu o Teatro d'Arte Italiano, produzindo a primeira versão completa de Hamlet na Itália, bem como obras raras de Sêneca, Ésquilo e outros.
Em 1956, ano-chave de sua carreira, Gassman interpretou um memorável Otelo com o ator Salvo Randone, com quem se revesava nos papéis do Mouro e de Iago. Pouco depois, em um programa de televisão chamado Il Mattatore, obtém um inesperado sucesso, e daí que Il Mattatore torna-se o apelido que viria a lhe acompanhar pelo resto da vida.
Perfeccionista, literalmente odiava a dicção imperfeita e as inflexões dialetais (apesar de ser capaz de simular à perfeição, quando necessário, a maior parte dos dialetos italianos). Demonstrando coragem, aceitou o desafio de dirigir o Adelchi, uma das obras menos conhecidas e mais "difíceis" de Alessandro Manzoni. A turnê deste espetáculo foi vista por meio milhão de espectadores, atravessando a Itália com o seu Teatro Popular Itinerante (uma nova edição do famoso Carro di Tespi).
Sua produção teatral abrangeu muitos dos autores mais famosos do século XX, além de freqüentes retornos a clássicos como Shakespeare, Dostoievski e os gregos. Gassman também fundou uma escola de teatro em Florença, que formou alguns dos mais talentosos atores das gerações que seguiram.
Fez muitos filmes no exterior. Durante uma de suas estadias em Hollywood, conheceu e casou-se com Shelley Winters.
Apesar de seus sucessos cinematográficos, Gassman jamais abandonou o teatro. Na fase final de sua carreira, acrescentou a poesia ao seu repertório, tendo ajudado a tornar conhecidos na Itália várias obras estrangeiras.
Gassman casou-se sempre com atrizes: Nora Ricci (com a qual teve sua primeira filha, Paola, também atriz), Shelley Winters, Juliette Maynel (mãe de seu outro filho, Alessandro, também ele ator) e Diletta D'Andrea.
Gassman foi um homem de intensas emoções e de uma grande honestidade intelectual; seu grande senso de humor e de autoironia levaram-no a, nos anos 1990, participar de um programa de televisão no qual, de muito formal e sério, recitava documentos como a conta de gás ou o menu de um restaurante. Estas "leituras" eram realizadas com o mesmo profissionalismo que lhe proporcionou fama recitando a Divina Comédia de Dante Alighieri.
Aclamado como ator, Gassman era eventualmente criticado por conta de sua conturbada vida privada, com seus divórcios (que suscitaram escândalo nos anos 50 e 60) e o seu ateísmo (que posteriormente foi substituído por uma fé bastante pessoal). Além disso, nas suas declarações e entrevistas, costumava emitir comentários originais e pouco convencionais, por vezes procurando perturbar algumas posições culturais moderadas. Com esta sua franqueza e seus juízos, acabou colecionando alguns inimigos no mundo das artes.
Nos últimos anos de sua vida, foi acometido de depressão. Morreu de ataque cardíaco em sua casa, em Roma, no dia 29 de junho de 2000.

## Filmografia

### Ator
(Gassman atuou em mais de cem filmes e nem todos foram lançados no Brasil; a lista a seguir abrange apenas os principais)
- Incontro con Laura (1945)
- Preludio d'amore (1946)
- La figlia del capitano (1947)
- L'ebreo errante (1947)
- Daniele Cortis (1947)
- Il cavaliere misterioso (1947)
- Le avventure di Pinocchio (1947)
- Riso amaro (1948)
- Una voce nel tuo cuore (1949)
- Il tradimento (1949)
- Lo sparviero del Nilo (1949)
- Il lupo della Sila (1949)
- Ho sognato il paradiso (1949)
- I fuorilegge (1949)
- Il leone di Amalfi (1950)
- La corona negra (1951)
- Anna (1951)
- Il sogno di Zorro (1952)
- Cry of the Hunted (1953)
- Glass Wall (1953)
- Sombrero (1953)
- Rhapsody (1954)
- Mambo (1954)
- La donna più bella del mondo (1955)
- War and Peace (1956)
- Kean (1956)
- Giovanni dalle bande nere (1956)
- Difendo il mio amore (1956)
- La ragazza del palio (1957)
- I soliti ignoti (1958)
- La tempesta (1958)
- Le sorprese dell'amore (1959)
- The miracle (1959) (1959)
- La grande guerra (1959)
- La cambiale (1959)
- Audace colpo dei soliti ignoti (1959)
- Il mattatore (1960)
- Crimen (1960)
- Il giudizio universale (1961)
- Fantasmi a Roma (1961)
- I briganti italiani (1961)
- Anima nera (1961)
- Barabba (1961)
- Il sorpasso (1962)
- La marcia su Roma (1962)
- Il giorno più corto (1962)
- Amore difficile (1962)
- I mostri (1963)
- Il successo (1963)
- La smania addosso (1963)
- Frenesia dell'estate (1963)
- Se permettete parliamo di donne (1964)
- Il gaucho (1964)
- La congiuntura (1964)
- The dirty Game (1965)
- Una vergine per il principe (1965)
- Le piacevoli notti (1966)
- L'armata Brancaleone (1966)
- L'arcidiavolo (1966)
- Woman Times Seven (1967)
- Il tigre (1967)
- Lo scatenato (1967)
- Il profeta (1968)
- Questi fantasmi (1968)
- La pecora nera (1968)
- Una su 13 (1969)
- Dove vai tutta nuda? (1969)
- L'arcangelo (1969)
- L'alibi (1969)
- Il divorzio (1970)
- Brancaleone alle crociate (1970)
- L'udienza (1971)
- Scipione detto anche l'africano (1971)
- In nome del popolo italiano (1971)
- Senza famiglia, nullatenenti cercano affetto (1972)
- La Tosca (1973)
- Che c'entriamo noi con la rivoluzione? (1973)
- Profumo di donna (1974)
- C'eravamo tanto amati (1974)
- A mezzanotte va la ronda del piacere (1975)
- Telefoni bianchi (1976)
- Signore e signori, buonanotte (1976)
- Il deserto dei Tartari (1976)
- Come una rosa al naso (1976)
- Anima persa (1977)
- A Wedding (1978)
- I nuovi mostri (1978)
- Due pezzi di pane (1978)
- Caro papà (1979)
- Quintet (1979)
- The Nude Bomb (1980)
- La terrazza (1980)
- Sono fotogenico (1980)
- Camera d'albergo (1981)
- Sharky's machine (1981)
- Il turno (1981)
- La tempesta (1982)
- Di padre in figlio (1982)
- Il conte Tacchia (1982)
- La vie est un roman (1983)
- Benvenuta (1983)
- Paradigma (1985)
- La famiglia (1987)
- I soliti ignoti vent'anni dopo (1987)
- I picari (1988)
- Lo zio indegno (1989)
- Mortacci (1989)
- Dimenticare Palermo (1990)
- Les mille et une nuits (1990)
- I divertimenti della vita privata (1990)
- Rossini! Rossini! (1991)
- El largo invierno (1991)
- Tolgo il disturbo (1992)
- Quando eravamo repressi (1992)
- "Abrahan" (1993)
- Tutti gli anni una volta l'anno (1994)
- Sleepers (1996)
- Un homme digne de confiance (1997)
- La cena (1998)
- Luchino Visconti (1999)
- La bomba (1999)

### Diretor
- Di padre in figlio (1982)
- Senza famiglia, nullatenenti cercano affetto (1972)
- L'Alibi (1969)
- Kean (1956)

1. ↑  «Vittorio Gassman Video | Celebrity Interview and Paparazzi». Ovguide.com. Consultado em 10 de maio de 2014
2. ↑  Markon.net srl. «Vittorio Gassman - Sito ufficiale». Vittoriogassman.it. Consultado em 10 de maio de 2014. Arquivado do original em 3 de maio de 2014